# Tadeusz Ruge

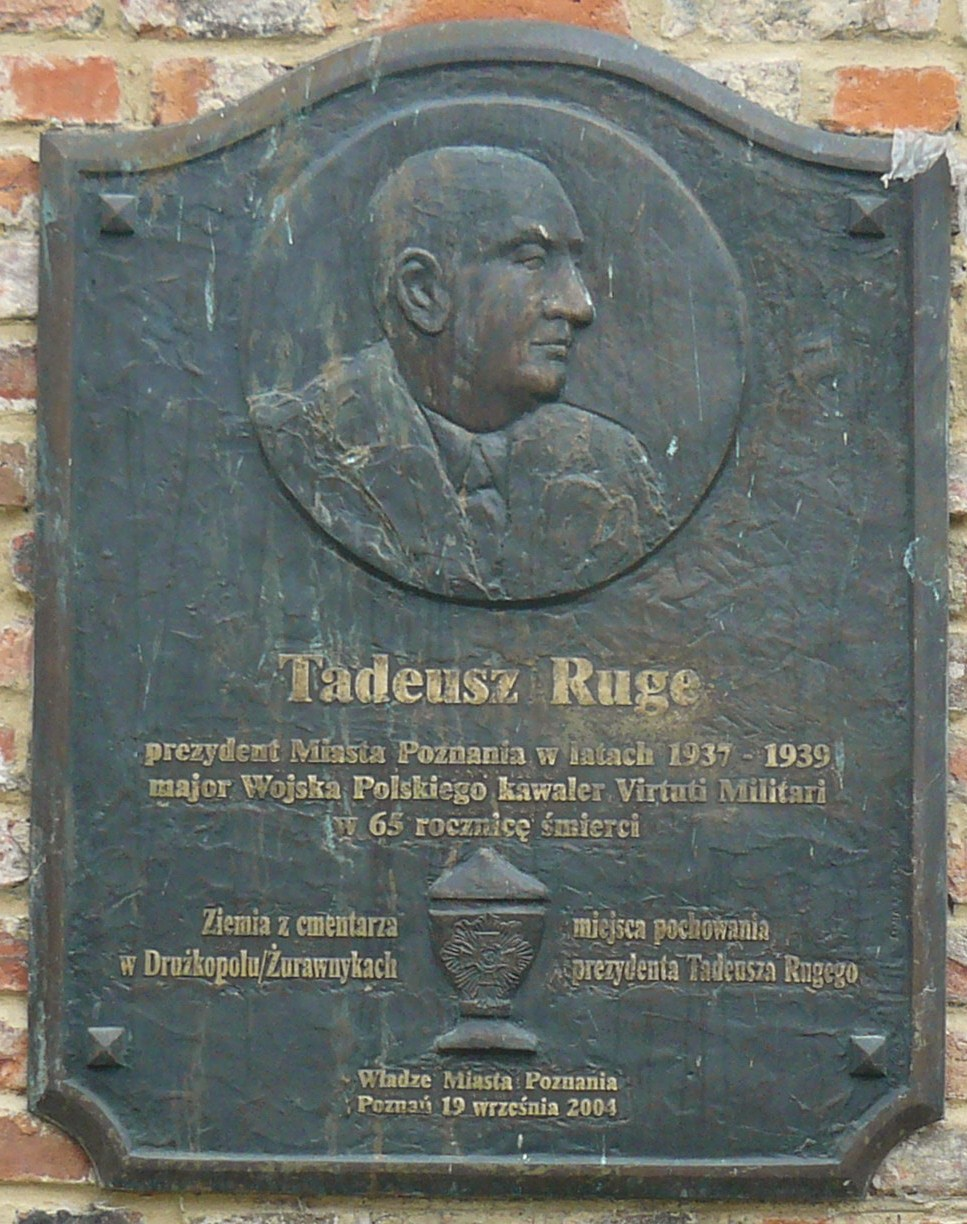
Tablica Tadeusza Rugego na cmentarzu Zasłużonych Wielkopolan. Autorem był Roman Kosmala

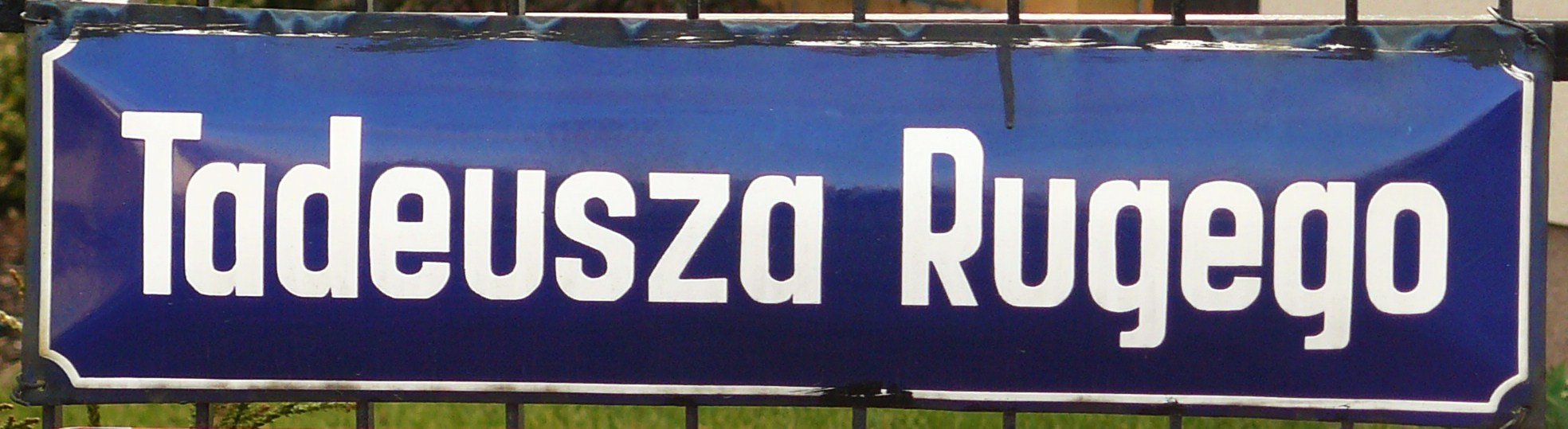
Ulica na Podolanach (Poznań)

Tadeusz Julian Ruge (ur. 12 stycznia 1886 w Żabnie, zm. 19 września 1939 w Drużkopolu) – major saperów Wojska Polskiego, kawaler Orderu Virtuti Militari, ostatni przedwojenny prezydent Poznania, powstaniec wielkopolski.

## Życiorys
Urodził się 12 stycznia 1886 w Żabnie, w rodzinie Edwarda i Julii z Cichockich. Uczęszczał do gimnazjum w Pile, ukończył gimnazjum Fryderyka Wilhelma w Poznaniu i tam zdał maturę (1907). W czasach gimnazjalnych był członkiem Towarzystwa Tomasza Zana. W 1912 roku ukończył studia na wydziale inżynierii lądowej i wodnej Politechniki Gdańskiej, a rok później uzyskał tytuł inżyniera budowlanego na Uniwersytecie w Charlottenburgu. Od 1 października 1913 do 1 sierpnia 1914 odbył obowiązkową służbę wojskową w armii niemieckiej, w charakterze jednorocznego ochotnika. Służbę pełnił w Pułku Wojsk Kolejowych Nr 1 (niem. Eisenbahn-Regiment Nr. 1) w Berlinie. Awansował na podporucznika w 1917.
12 stycznia 1919 wrócił do Poznania i otrzymał zadanie zabezpieczenia wojskowych odcinków kolejowych. 31 maja 1919 został przeniesiony z Komendy Liniowej do II batalionu saperów wielkopolskich na Wildzie celem „sformowania oddziału kolejowego”. 7 czerwca 1919 został mianowany dowódcą „oddzielnej kompanii kolejowej przy II batalionie saperów”, będącej kadrą dla formowanego batalionu kolejowego. 17 czerwca 1919 został mianowany dowódcą batalionu kolejowego w Poznaniu-Wildzie. Dowodził batalionem do lipca 1921. Brał udział w rewindykacji Pomorza.
Uczestnik powstania wielkopolskiego i wojny polsko–bolszewickiej. 8 maja 1920 wkroczył wraz z batalionem do Kijowa i tam został ciężko ranny w katastrofie kolejowej. Od 5 sierpnia 1920 został szefem kolejnictwa 5 Armii, od 10 września 1920 w 6 Armii. Odznaczony Orderem Virtuti Militari za brawurowe przeprowadzenie pociągu przez rzekę Słucz. W 1921 służył w stopniu majora w VI batalionie kolejowym. W rezerwie od lipca 1921 do 1 października 1922. Następnie ponownie w służbie wojskowej m.in. jako z-ca dowódcy 3 pułku wojsk kolejowych.
W 1924, jako oficer nadetatowy 7 pułku saperów, pracował w Kierownictwie Rejonu Inżynierii i Saperów w Poznaniu. Przeniesiony do rezerwy w maju 1926 na własną prośbę. W 1934, jako major rezerwy z 7 lokatą na liście starszeństwa oficerów rezerwy inżynierii i saperów ze starszeństwem z dniem 1 czerwca 1919 r., pozostawał w ewidencji Powiatowej Komendy Uzupełnień Poznań Miasto z przydziałem do 7 batalionu saperów.
4 maja 1926 prezydent Cyryl Ratajski powołał go na stanowisko kierownika Wydziału Budownictwa Zarządu Miasta Poznań. Od 15 czerwca 1927 był radcą miejskim z wyboru. Od 3 stycznia 1936 pełnił funkcję tymczasowego wiceprezydenta miasta Poznania. Po rezygnacji Erwina Więckowskiego, 30 grudnia 1937 został komisarycznym prezydentem miasta Poznania z nominacji ministra spraw wewnętrznych.
Po rozpoczęciu II wojny światowej, 3 września 1939 został wezwany do Warszawy, a następnie do Lublina i Lwowa. 19 września 1939 zginął zabity przez czerwonoarmistów (wg B. Polaka przez nacjonalistów ukraińskich).
Od 1922 był mężem Janiny Murkowskiej, z którą miał dwie córki – Danutę i Wiesławę.

## Ordery i odznaczenia
- Krzyż Srebrny Orderu Wojskowego Virtuti Militari nr 5175 – 28 lutego 1922[15][1][7][16]
- Złoty Krzyż Zasługi (dwukrotnie[5]: 22 grudnia 1928[17], 11 listopada 1936[18])
- Medal Pamiątkowy za Wojnę 1918–1921[5]
- Medal Dziesięciolecia Odzyskanej Niepodległości[5]
- Brązowy Medal za Długoletnią Służbę[5]
- Krzyż Żelazny II klasy (Cesarstwo Niemieckie, 1915)[14]

30 maja 1938 Komitet Krzyża i Medalu Niepodległości odrzucił wniosek o nadanie mu tego odznaczenia.

## Upamiętnienie
18 stycznia 1994 roku Rada Miasta Poznania upamiętniła Tadeusza Rugego nadając jednej z ulic na Podolanach jego imię.
W 2003 z inicjatywy Jarosława Bączyka z Wielkopolskiego Muzeum Walk Niepodległościowych i Adama Suwarta z Towarzystwa Miłośników Miasta Poznania rozpoczęto starania o upamiętnienie miejsca pochówku prezydenta Tadeusza Rugego. Ponieważ cmentarz w Żurawnykach na Ukrainie okazał się zdewastowany, a szczątki poległych uległy demineralizacji, uniemożliwiając ekshumację, zastępca prezydenta miasta Poznania Maciej Frankiewicz przywiózł do Poznania urnę z ziemią ze wspomnianego cmentarza. Na cmentarzu Zasłużonych Wielkopolan 19 września 2004 odsłonięto tablicę ku pamięci Tadeusza Ruge, pod którą umieszczono urnę.